# Jorge Eduardo Lozano
Jorge Eduardo Lozano (* 10. Februar 1955 in Buenos Aires) ist ein argentinischer Geistlicher und römisch-katholischer Erzbischof von San Juan de Cuyo.

## Leben
Jorge Eduardo Lozano besuchte die Escuela Industrial de la Nación “Otto Krause” (heute: Escuela de Educación Técnica N°1 Otto Krause) und schloss 1973 die Ausbildung mit einem Diplom in Elektrotechnik ab. Zudem studierte er Ingenieurwissenschaften an der Universidad Tecnológica Nacional (UTN). Im Alter von 22 Jahren trat er in das Diözesanseminar des Erzbistums Buenos Aires ein und studierte Philosophie und Theologie. An der Universidad Católica Argentina Santa María de los Buenos Aires (UCA) schloss er sein Theologiestudium ab und empfing am 3. Dezember 1982 durch den Erzbischof von Buenos Aires, Juan Carlos Kardinal Aramburu, im Estadio Obras Sanitarias in Buenos Aires die Priesterweihe. Nach seiner Priesterweihe setzte er seine Ausbildung mit einem Studium der Pastoraltheologie an der Theologischen Fakultät der UCA und pastoralen Weiterbildungen der Bischofskonferenz von Argentinien fort. Er besuchte Kurse am Instituto Teológico-Pastoral para América Latina del CELAM (ITEPAL) in Bogotá (1997) und am Planificación Pastoral de Conjunto in Córdoba (1991).
Lozano war Pfarrvikar in San Ignacio de Loyola (1983–1985) und Nuestra Señora de Balvanera (1985–1988) und Pastor in Nuestra Señora de la Anunciación. Von 1983 bis 1987 war er Vorstandsmitglied der Katholischen Aktion von Buenos Aires. Er war Vizepräsident der Bischöflichen Kommission für Bildung im Erzbistum Buenos Aires (1990/92), Direktor der Bischöflichen Pastoral, Sekretär des Pastoralrat der Erzdiözese, Koordinator der Pastoralplanung, Delegierter für das Jubiläum des Erzbistums Buenos Aires und gehörte seit 1996 dem Priesterrat an.
Papst Johannes Paul II. ernannte ihn am 4. Januar 2000 zum Titularbischof von Furnos Maior und zum Weihbischof in Buenos Aires. Die Bischofsweihe spendete ihm der Erzbischof von Buenos Aires, Jorge Mario Kardinal Bergoglio SJ, am 25. März 2000; Mitkonsekratoren waren Raúl Omar Rossi, Bischof von San Martín, und Mario José Serra, Weihbischof in Buenos Aires. 
Am 22. Dezember 2005 ernannte ihn Papst Benedikt XVI. zum Bischof von Gualeguaychú. Die Amtseinführung (Inthronisation) fand am 11. März 2006 statt.
Papst Franziskus ernannte ihn am 31. August 2016 zum Koadjutorerzbischof von San Juan de Cuyo. Mit dem Rücktritt Alfonso Delgado Evers’ am 17. Juni 2017 folgte er diesem als Erzbischof von San Juan de Cuyo nach.
In der argentinischen Bischofskonferenz ist er Präsident der Kommission für Sozialpastoral. Er engagiert sich gegen die Jugendarbeitslosigkeit in Argentinien und für einen gerechten Lohn für die Wanderlandarbeiter, denen die Arbeitsvermittler nur Hungerlöhne zahlen.
Im November 2020 wählte ihn der Lateinamerikanische Bischofsrat (CELAM) zu seinem Generalsekretär, als Nachfolger von Juan Carlos Cárdenas Toro.
Am 2. Dezember 2021 ernannte ihn Papst Franziskus zum Mitglied des Dikasteriums für die Kommunikation.